# Deuterophysa biconicalis
Deuterophysa biconicalis là một loài bướm đêm trong họ Crambidae.